# マルク・ムニエッサ
マルク・ムニエッサ（Marc Muniesa Martínez, 1992年3月27日 - ）は、スペイン・リョレート・デ・マル出身のサッカー選手。ポジションはディフェンダー。

## 経歴
FCバルセロナの育成組織ラ・マシア出身。2009-10シーズンよりFCバルセロナBへの昇格を果たした。主に左サイドバックとしての起用が多いが、センターバックとしてもプレーできる。
前年の2008-09シーズンのオサスナ戦（2009年5月23日）ではアトレティックの一つ下のカテゴリーであるフニベルA所属にも関わらず、途中出場（後半6分）でトップチームデビューを果たした。しかし、後半36分にアントニオ・イダルゴへのスライディングタックルを悪質ファウルと取られ一発退場。半泣きでピッチを去る彼をジョゼップ・グアルディオラ監督含めてチームメートは温かく慰めた。2008-09 UEFAチャンピオンズリーグ決勝ではベンチ入りをし優勝を味わった。
2012-13シーズンよりトップチームに昇格。2013年7月2日、ストーク・シティFCに移籍決定。

## タイトル

### クラブ
FCバルセロナ
- UEFAチャンピオンズリーグ : 2008-09, 2010-11
- UEFAスーパーカップ : 2009
- リーガ・エスパニョーラ : 2008-09, 2009-10, 2010-11, 2012-13
- コパ・デル・レイ : 2008-09, 2011-12
- スペインスーパーカップ : 2009, 2010